# Сичі (вірш)
«Сичі» — вірш Тараса Шевченка, написаний 1848 року на Косаралі.

## Історія написання
Зберігся чорновий автограф вірша у «Малій книжці». Автограф не датовано. Вірш датується дослідниками за місцем автографа у «Малій книжці» серед творів 1848 року та часом зимівлі Аральської описової експедиції в 1848—1849 роках на Косаралі, орієнтовно: кінець вересня — грудень 1848-го, місце написання — Косарал.
Автограф, з якого вірш переписано до «Малої книжки», не відомий. До «Малої книжки» твір занесено під № 20 у п'ятому зшитку за 1848 рік орієнтовно наприкінці 1849 — на початку 1850 року (до арешту 23 квітня). Згодом, очевидно під кінець перебування на засланні в Новопетровському укріпленні, поет зробив у тексті ряд виправлень чорнилом іншого кольору (у рядках 8, 10, 17, 20, зокрема, дописав рядки 18—19, 29) й олівцем перекреслив вірш. До «Більшої книжки» твір не перенесено. Шевченко не продовжив роботу над твором.

## Публікація
Вперше вірш надруковано за «Малою книжкою» у виданні: «Кобзарь Тараса Шевченка / Коштом Д. Е. Кожанчикова» (СПб., 1867 рік, стор. 582—583); під редакційною назвою «Сичі» й того ж року за цим виданням у книжці: «Поезії Тараса Шевченка» (Львів, 1867 рік, том 2, стор. 259—260). Назва першодруку зберігається як традиційна в квадратових дужках.

## Сюжет
«[Сичі]» — єдина байка Шевченка. У ній відображено події галицького повстання 1846 року — антифеодального селянського повстання у Галичині — частині західноукраїнських та польських земель, що на той час входили до складу Австрії. Розпочавшись 10 лютого, це повстання в часі збіглося з національно-визвольним повстанням, організованим польсько-шляхетськими таємними патріотичними організаціями проти Австрійської імперії (почалося 20 лютого). В Західній Галичині, населеній переважно поляками, селянські заворушення охопили багато округів. Лише в Краківській республіці, де повстанський уряд оголосив про скасування феодальних повинностей та передав у власність селян земельні наділи, та в селі Хохолув'ї Сандецького округу селяни підтримали національно-визвольну революцію. На більшості ж території Західної Галичини австрійські урядовці переконали селян у тому, що пани збираються й надалі жорстоко визискувати їх. Сподіваючись, що цісар скасує панщину, селяни розгромили близько 200 поміщицьких маєтків, билися з шляхетськими повстанськими загонами, частину повстанців віддали у руки влади. Використавши селян для придушення національно-визвольного руху (березень — квітень 1846 року), австрійська влада невдовзі, у квітні 1846-го, розгромила й народне повстання.
У байці «голісінький мужик» (селяни) ловить, вбиває або, приборкавши, віддає «воронам» (австрійській владі) «сичів» (польських революціонерів), які злетілися, «щоб бідне птаство» (народ) «заступить», «орлине царство» (Австрійську імперію) «затопить», «орла ж» (імператора, за іншою версією — правителя імперії — канцлера князя К. Меттерніха) «повісить» і «республіку зробить».
Про галицькі події в лютому 1846 року Шевченко міг дізнатися восени цього ж року під час подорожі за завданням Археографічної комісії по прикордонних з Австрією Волинській та Подільській губерніях. Іншим джерелом відомостей про ці події могли бути розповіді польських політичних засланців на Оренбуржчині, а також їхніх безпосередніх учасників — селян, що служили разом з Шевченком в 1847—1848 роках в одній роті.